# Tarło (Lublin)
Pour les articles homonymes, voir Tarło.
Tarło (prononciation : [ˈtarwɔ]) est un village polonais de la gmina de Niedźwiada dans le powiat de Lubartów de la voïvodie de Lublin dans l'est de la Pologne.
Il se situe à environ 9 kilomètres au nord-est de Lubartów (siège du powiat) et 32 kilomètres au nord de Lublin (capitale de la voïvodie).
Le village comptait approximativement une population de 459 habitants en 2012.

## Histoire
De 1975 à 1998, le village est attaché administrativement à l'ancienne Voïvodie de Lublin.

Depuis 1999, il fait partie de la nouvelle voïvodie de Lublin.